# Figures de cire
Pour plus de détails, voir Fiche technique et Distribution.
Figures de cire est un court-métrage français réalisé par Maurice Tourneur sorti en 1914. On a longtemps cru le film perdu, avant de découvrir en 2007 une copie teintée de format 35 mm de qualité moyenne (manques, traces de décomposition, brûlures). 

## Synopsis
Deux amis, en bonne compagnie dans un restaurant huppé avec jolies femmes, se lancent un défi: Pierre fait le pari à Jacques de ne ressentir la peur nulle part où son ami pourrait le mener. Aussitôt la gageure couchée sur papier et signée, les deux hommes quittent leurs amis et vont à la recherche du lieu du défi: ce sera un musée de cire voisin. Ils soudoient le directeur du musée, qui consent à laisser Pierre au milieu des figures de cire, natures mortes et autres mises en scène grotesques (par exemple, arrestation du criminel, préparation de l'exécution, guillotinage...). Plus la nuit avance, plus Pierre trouve les figures menaçantes: il tressaute devant les courants d'air, il tremble, il étouffe. C'est au moment où Jacques vient se reposer dans une pièce mitoyenne, séparée par une seule tenture sur laquelle se projette son ombre menaçante, que Pierre avec un visage de dément se saisit du couteau tenu par l'une des mannequins en cire, et le plante sauvagement dans le dos de son ami qu'il n'avait pas reconnu. Au matin, au-dessus du cadavre de Jacques, Pierre agite encore son poignard et ricane devant un public effaré : la mort et la folie l'ont emporté.

## Fiche technique
- Réalisation : Maurice Tourneur
- Scénario : André de Lorde
- Format : Noir et blanc - Muet
- Genre : Fantastique, horreur
- Durée : 11 minutes

## Distribution
- Henry Roussel: Pierre de Lionne
- Émile Tramont: Jacques
- Henri Gouget: L'homme aux figures de cire